# ガラスの靴 (1997年のテレビドラマ)
『ガラスの靴』（ガラスのくつ）は、1997年4月9日から同年6月25日まで、日本テレビ系列で放送されていた日本テレビ製作のテレビドラマである。副題は『a Cinderella Story』（シンデレラ・ストーリー）。放送時間は、毎週水曜22:00 - 22:54（JST、第1話と最終話は22:00 - 23:24）。全12回。
副題の通り、童話「シンデレラ」をモチーフにしている。
後に韓国で設定を日本から韓国に変更したリメイクが放送された。

## あらすじ
安藤夏は小学生の頃に父、高校生の頃に母が亡くなった事から、靴職人の兄・隆太郎と二人暮らしをしていた。そして大学の卒業式当日、兄の取引先でもある有名靴メーカー「モリミチ」の御曹司でもある江崎透から結婚を申し込まれる。一旦、内定を受けていた近所の図書館に司書として就職した夏だが、同時期にオーナー社長である透の父が急逝。「透が社長に就任するまで」暫定的に社長に就任した透の母、冴子は透と夏の育って来た環境の違い、思わしくない経営状況を救済する為でもある資産家の娘との縁談を理由に、身を引くよう、夏を諭す。一度は透に別れを告げる夏だったが、さまざまなトラブルに巻き込まれるうちに、自身の出生の秘密を知る。夏は大雪の降る夜、安藤家に保護された捨て子で、本当の母親は透の母でもある冴子だったのだ。透と兄妹であることにあることに悩む夏だが…。

## キャスト
- 安藤夏 - 加藤紀子
1974年12月頃生まれ。小学校低学年で母を、高校生で父を亡くす。父の葬儀に弔問した透に名前を笑われた事がきっかけで交際開始。大学卒業の日に結婚を申し込まれるが格差などに悩む。兄との年齢差、ダジャレのようなフルネーム・生まれた季節にそぐわぬ字面に疑問を抱いていたが、近所の図書館へ司書として就職直後、兄の保険証を出そうとした時に一緒に置かれていた書類から自身の出生の秘密を知る。（出生直後に撮影した写真には「ナツ」と表記されていた）安藤家では愛情深く育てられた。
- 江崎透 - 保阪尚輝
江崎家の長男で「モリミチ」の次期社長。実母の死後、父の後妻に入った冴子と異母妹の久美子に対して冷淡に接する（しかし、冴子の経営者としての資質は認めている）。夏を愛しているが、父の死で、浮上した後継者問題、百合子の接近などに悩まされた挙げ句、自社ビルの解体等に現場に居合わせた際、落下した社名看板の下敷きとなる。久美子からの輸血で命は取り留めるものの生涯、半身不随を医師から宣告されてしまう。AB型。
- 暮林百合子 - 田中律子
夏とは大学の同級生で、卒業後は人材派遣バンクに登録(最初の仕事は、江崎家の葬儀)さっぱりした印象で友人のように振る舞うが、やや腹黒い面を持ち合わせ、夏を嘲ったり透を誘惑。半身不随になった透と無理心中を図った事もあるが、追って来た夏の本心を知って思い留まり、心からの友人となってゆく。一旦、帰省するが、仕事が見つからないとして東京に戻り、結婚退職をした夏の後任として図書館に就職する。
- 望月恵子 - 秋山菜津子
夏と同じ図書館で働く司書。離婚問題で悩んでいる。
- 望月真由 - 上脇結友
望月と惠子の娘。夏と親しくなる。
- 岡田祐司 - 伏石泰宏
図書館で働きながら、ボクサーを目指す青年。夏を襲撃した事を本気で叱ったのをきっかけに久美子から好意を抱かれるようになる。
- 江崎久美子 - 星野真理
透の父と冴子の娘で、夏とは異父、透とは異母の妹となる。周囲の騒ぎを楽しむようでいて、やや透に固執していた時期もあり、透が怪我をした時は世話をしようと荷物を持って病院に駆けつけるが相手にされなかった。家柄を鼻に掛けた意地悪な面が見られ、血縁を知った事から夏を憎悪。夏を皆の前で誹謗中傷、小切手を突きつけて育ちを侮辱する、理沙から破談を言い渡された原因として夏をナイフで切りつける等の嫌がらせをしたこともあるが、岡田への恋・夏に諭され、透に輸血をした事などで変化。夏を姉と認め、和解する。1980年頃生まれ。AB型。
- 仙吉 - 坂本長利
夏が幼い頃から安藤家で働く靴職人。中盤で急逝。
- 江崎冴子 - 黒田福美
夏と久美子の実母で、透の継母。未婚で柳原の子を妊娠するが、言い出せぬまま破綻。出産した夏を道連れに心中を図るも母性から思いとどまり夏を置き去りにし、単身で自殺を図ろうとしたところを江崎に救出され、愛人関係を経て前妻の死後、後妻となり、久美子を出産した様子。前社長急逝に伴い、社長代行を務める。やり手の実業家としてクールな印象を持つ。透と夏の結婚を反対。夏が実子と知った時も遠ざけ、隆太郎に罵倒されても冷淡に接していたが次第に心境が変化。柳原との再会もあり態度を変化させてゆく。
- 望月悦也 - 豊原功補
惠子の夫で真由の父。自堕落な面があり、離婚寸前だった。
- 安藤隆太郎 - 佐野史郎
夏の義兄で腕の良い靴職人。夏とは一回り以上の年齢差となる。夏が小学校に入学した直後には「いじめっこが夏を泣かせた」と学校へ、冴子が実母と判明した時には「生まれたばかりの夏を雪の中に置き去りにした」とし社長室へ乗り込む、経営不振の煽りで消費者金融から借金をしてしまう等、思慮が浅く単純な面が見られるが、夏の最大の理解者となる。
- 柳原 - 西岡徳馬
「モリミチ」のライバル靴メーカー社長で、透の見合いが破談になった直後、冴子と透に合併の話を持ちかけるが、夏から「モリミチを、そして母を救って欲しい」と懇願される。結婚し、子供もいるが、かつて恋人同士だった冴子から夏の所在を知らされ、最終回で夏の行きつけの定食屋で親子3人の面会を果たした。
- 江崎 - 黒部進
透と久美子の実父で「モリミチ」の社長だったが病状悪化で亡くなる。透の実母である前妻が在命中だった1975年頃から、社員として採用した冴子を愛人にしており、前妻の死から間もなく再婚した為に透から反感を抱かれていた。人情等に流されやすい面が災いをし、経営を悪化させた様子。AB型
- 佐久間理沙 - 宮崎彩子
政略結婚として、透と婚約した資産家の娘。久美子から「お姉さんになって欲しい」と憧れられるが、透が夏と別れていないことを知って激怒、婚約を破棄する。
- 大学教員（役名不明）明石家さんま（第一話ゲスト）
夏の大学の卒業式で卒業証書を渡す役で出演。その際夏に「安藤夏（アンドーナツ）」さん？甘そうな名前だね」と語りかける場面があった。

ほか

## スタッフ
- 脚本:寺田敏雄
- 音楽：井上鑑
- プロデューサー:田中芳樹（プロデューサー）
- 演出:雨宮望、倉田貴也、吉野洋
- 美術デザイン : 門奈昌彦、高野雅裕
- チーフプロデューサー:小杉善信
- 製作協力：5年D組
- 製作著作：日本テレビ

## 主題歌・エンディング曲
- 主題歌：ASKA「ONE」
- エンディング曲：ASKA「着地点」

## サブタイトル
| 話数             | 放送日        | サブタイトル                                    | 視聴率 |
| ---------------- | ------------- | ----------------------------------------------- | ------ |
| 第1話            | 1997年4月9日  | 初めて奪われた唇                                | 13.9%  |
| 第2話            | 1997年4月16日 | 偽りの兄妹関係                                  | 11.9%  |
| 第3話            | 1997年4月23日 | 兄妹愛のゆくえ                                  | 12.7%  |
| 第4話            | 1997年4月30日 | 汚れた婚約指輪                                  | 12.6%  |
| 第5話            | 1997年5月7日  | 抱かれる予感                                    | 12.9%  |
| 第6話            | 1997年5月14日 | 炎の婚約解消                                    | 12.3%  |
| 第7話            | 1997年5月21日 | 王子さまの裏切り                                | 11.6%  |
| 第8話            | 1997年5月28日 | 別れのベッドイン                                | 14.6%  |
| 第9話            | 1997年6月4日  | 兄と妹の境界線                                  | 14.9%  |
| 第10話           | 1997年6月11日 | 至近距離の兄妹                                  | 14.0%  |
| 第11話           | 1997年6月18日 | 天国への非常階段                                | 15.0%  |
| 最終話           | 1997年6月25日 | 最終回スペシャル・衝撃の告白! やめて…お兄ちゃん | 16.0%  |
| 平均視聴率 13.5% |               |                                                 |        |

## 備考
- 1997年春に『スーパークイズスペシャル』で本番組が出場している。なお、加藤紀子は『マジカル頭脳パワー!!』、佐野史郎は『特命リサーチ200X』にそれぞれ本番組と同時参加している。